# Mounir Sabet
Mounir Sabet (arabisch منير ثابت) (* 29. Oktober 1936 in Qina, Ägypten; † 3. März 2024 in Ägypten) war ein ägyptischer General und Sportfunktionär.

## Allgemeines
Der 1936 geborene Mounir Sabet war der Sohn des ägyptischen Kinderarztes Saleh Sabet und seiner walisischen Ehefrau Lily May Palmer. Mounir Sabet hatte eine jüngere Schwester, Suzanne, die spätere Ehefrau des Staatspräsidenten Husni Mubarak. Mounir Sabet nahm ein Studium auf und machte 1956 seinen B.S. in Militärwissenschaften mit dem Spezialgebiet Aeronautik.

## Karriere als Sportfunktionär
Mounir Sabet betätigte sich als Sportschütze und war 1965 Mitglied der ägyptischen Nationalmannschaft. Nach seiner aktiven Laufbahn widmete er sich verschiedenen Aufgaben der sportlichen Administration. So war er 1983 der Delegationsleiter der ägyptischen Schützenmannschaft beim Trainingslager in Wiesbaden. Bei der Vorbereitung des Teams auf die Olympischen Sommerspiele in Los Angeles 1984 war er freiwilliger Berater im Trainerstab.
Ebenfalls 1984 wurde Sabet Präsident des ägyptischen Schützenverbandes. Bei den Olympischen Sommerspielen von Seoul 1988 betätigte er sich als Teamleiter der ägyptischen Schützenmannschaft. Das ägyptische NOK wählte ihn 1990 zu ihrem Präsidenten. Er hatte das Amt bis 1992 inne. Eine weitere Wahl zum NOK-Präsidenten erfolgte 1996. Diesmal blieb Sabet 13 Jahre im Amt, danach wurde er zum Ehrenmitglied. Von 1991 bis 2013 war Sabet der Präsident des afrikanischen Schützenverbandes. Zur gleichen Zeit war er Ratsmitglied der International Shooting Sport Federation.
Sabet war bei mehreren Großveranstaltungen als Delegationsleiter für ägyptische Mannschaften tätig, so bei den Mittelmeerspielen 1991 in Athen, bei den Panarabischen Spielen 1992 in Damaskus und bei den Olympischen Sommerspielen von Barcelona 1992.

## Tätigkeiten innerhalb des IOC
Mounir Sabet wurde 1998 zum IOC-Mitglied gewählt. Seit 2017 ist er Ehrenmitglied. Im IOC war er in mehreren Ausschüssen tätig. So war er 1999 bis 2015 Ausschussmitglied in der Kommission Kultur und Olympische Erziehung, 2000 bis 2004 in der Kommission zur Koordinierung der Olympischen Sommerspiele von Athen 2004 und seit 2015 in den Kommissionen für Frauensport und Kultur und Olympisches Erbe.

## Ehrungen
Die International Shooting Sport Federation zeichnete Mounir Sabet 2002 mit dem Blue Cross Award aus. Die Association of National Olympic Committees verlieh ihm 2002 einen Ehrenpreis.